# Разграбление Брешии
Разграбление Брешии после её осады и штурма состоялось 19 февраля 1512 года в ходе войны Камбрейской лиги.

## История
Город Брешия с гарнизоном венецианских войск под командованием будущего дожа Андреа Гритти совсем недавно восстал против французского правления благодаря антифранцузскому заговору, организованному Луиджи Авогадро при поддержке Валерио Пайтоне и Джанджакомо Мартиненго. Этому предшествовала ещё одна попытка заговора, хотя и с треском провалившаяся: по плану Авогадро и венецианского сената, в ночь на 18 февраля Андреа Гритти должен был войсками поддержать мятеж Авогадро у городских ворот Святого Назаро.
Хотя Луиджи Авогадро укрылся в Валь-Тромпия, он сам снова работал с венецианскими властями над организацией нового заговора; последний был успешным, и город Брешиа мог быть отвоеван в ущерб французам.
После венецианского завоевания города, благодаря тому, что называется «une incroyable célérité». Гастон де Фуа прибыл в Брешию из Болоньи всего за девять дней благодаря беспрепятственному проходу через территорию Мантуанского маркизата, дезориентации венецианцев и медлительности испанских и папских войск.
16 февраля французские войска во главе с Фуа, ожидая прибытия оставшихся отрядов из Пескьеры выстроились вокруг городских стен, в основном возле Порта Торлонга; сражаясь весь день. Ночью солдатам удалось пробиться под проливным дождем и подняться по Сиднео до монастыря Сан-Фьорано, перебив стоявшие там войска из Валь-Тромпии.
Ближе к ночи 17 февраля через расположенную на склонах холма Сиднео непроходимую тропу Страда-дель-Соккорсо Фуа удалось ввести 400 пеших всадников и 3000 пехотинцев в контролируемый французами замок Брешии.

### Штурм
За эти вещи имя Фуа прославилось великой славой для всего христианства, которое своей свирепостью и быстротой в течение пятнадцати дней заставило разбитые в сельской местности папскую и испанскую армию покинуть стены Болоньи. Брешия была возвращена с такой резнёй народа и венецианских солдат; так что по всеобщему мнению было подтверждено, что в течение нескольких столетий в Италии не видели ничего подобного в военных работах.Франческо Гвиччардини, «История Италии»
Утром 18-го февраля французский полководец приказал городу сдаться, а получив отказ, утром следующего дня начал штурм войском в 12 тыс. человек. Атака французов произошла под проливным дождем и в грязном поле; Фуа приказал своим людям снять обувь для лучшего сцепления. Французской армии, ожидавшей за стенами, удалось войти в город через ворота Сан-Назаро, а сам Луиджи Авогадро попытался бежать.
Защитники нанесли французам потери, но и сами потеряли от 8 до 15 тыс., в то время как французы потеряли около сотни убитых..

### Разграбление

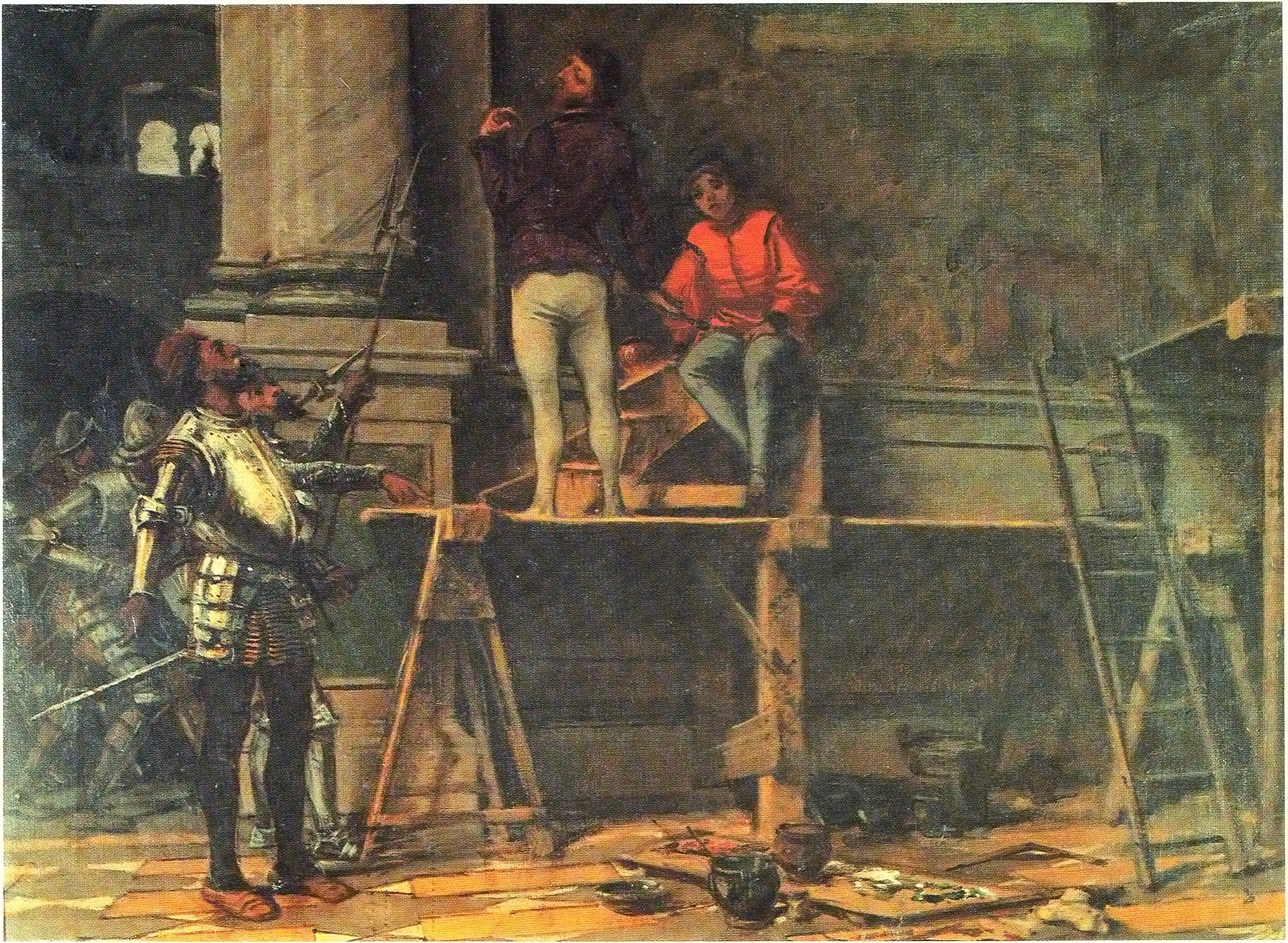
Флориано Феррамола отказывается покинуть строительную площадку перед войсками Гастона де Фуа. Модесто Фаустини, 50-е годы XIX века.

Гасконская пехота и ландскнехты основательно разграбили город, убив тысячи мирных жителей в течение следующих пяти дней. Французские солдаты не уважали даже церкви, вырезая собравшихся там горожан и священников.
Согласно легенде, единственным уцелевшим от грабежей зданием стало Палаццо Чигола Фенароли, расположенный в районе Нового Рынка (сегодняшняя площадь Тебальдо Брусато) из-за того, что там был помещён раненный в ногу «рыцарь без страха и упрёка» Пьер Террайль де Баярд.
Остальная часть города не избежала разрушений и насилия, как в случае со Старым собором. Среди переживших там бойню был молодой Никколо Тарталья, получивший от французского солдата удар саблей в нижнюю часть лица (или язык), вследствие которой стал косноязычным. Ещё одним нарушенным местом отправления культа была церковь Санта-Мария-делле-Консолационе, которая, учитывая её стратегическое положение прямо под замком и выход на единственную в то время дорогу, спускавшуюся от него, несколько раз подвергалась нападениям обеих сторон. Другими разрушенными местами отправления культа были церковь Сан-Дезидерио и древняя церковь и монастырь Сант-Эуфемия-делла-Фонте.
Ещё один известный эпизод связан с живописцем и художником Флориано Феррамола: он продолжал работать над большой фреской в доме Боргондио, французские солдаты велел ему передать все имевшиеся у него деньги, а также все чертежные материалы. Феррамола отказался, намеревавшись взять своё силой воинов остановило появление де Фуа, который спас художника и заказал у него портрет за двести скуди.

## Итоги

### Политические
Луиджи Авогадро был обезглавлен ударом рапиры 21 февраля 1512 года на площади Пьяцца делла Лоджия: его труп был четвертован, а его конечности подвешены на стольких же виселицах (в том числе у ворот Сан Назаро). Сыновья Пьетро и Франческо были доставлены в Милан в Замок Сфорца, 20 февраля их обезглавили.
Венецианский полководец Андреа Гритти попал в плен. После этого грабежа город Бергамо сдался, даже не попытавшись оказать сопротивление французской армии.

### Культурные
Тот же эпизод разграбления города французами, а также превращения города в руины, растворил и миф о так называемых Brixia magnipotens. Возведение крупных строительных объектов эпохи Возрождения в городе было прервано, в том числе Палаццо делла Лоджия; он будет оставаться в этом тупике в течение пятидесяти лет до возобновления работы под руководством Лодовико Беретты. Приоритеты города фактически изменились коренным образом, перейдя от прежней художественной и культурной славы к простому восстановлению основных жизненных функций.